# Chaltmágín Battulga
Chaltmágín Battulga (* 3. března 1963 Ulánbátar) je bývalý mongolský zápasník, podnikatel a politik, v letech 2017 až 2021 prezident Mongolska. V prezidentském úřadu nahradil svého stranického kolegu Cachjagína Elbegdordže, jenž již nemohl kandidovat z důvodu završení svého druhého funkčního období.

## Životopis

### Sportovní dráha
Narodil se v Ulánbátaru do rodiny zápasníka. Od dětství se věnoval tradičnímu zápasu böch. V sambistické reprezentaci se pohyboval od počátku osmdesátých let dvacátého století v muší váze do 52 kg. V roce 1983 získal titul mistra světa v zápasu sambo. Zápasil i v olympijském sportu judo, ale kvůli nižší hmotnosti se v reprezentaci neprosadil. Sportovní kariéru ukončil počátkem devadesátých let.

### Podnikatelská dráha
Po ukončení sportovní kariéry začal počátkem devadesátých let, v období demokratizace Mongolska podnikat. Jedna z jeho mnoha firem "Genco" se stala vlivným hráčem v období privatizace vybraných státních podniků. Na přelomu dvacátého a jednadvacátého století vlastnil několik restaurací, nočních podniků, čerpacích stanic, kasín, masokombinátů apod.
Jako filantrop se angažoval v podpoře kultury a především sportu. V jeho sportovním zápasnickém klubu (volný styl, sambo, judo, box) Genco (Женко) vyrostla celá řada sportovních osobností Mongolska v čele s prvním olympijským vítězem Tüvšinbajarem (2008).

### Politická dráha
Je členem Demokratické strany. V roce 2004 byl poprvé zvolen do mongolského parlamentu (Velký lidový chural). V roce 2017 porazil ve druhém kole tamějších prezidentských voleb se ziskem 50, 6 % odevzdaných hlasů bývalého předsedu vlády a člena Mongolské lidové strany Mijégombyna Enchbolda.